# ناحیه گروت، میشیگان
ناحیه گروت (به انگلیسی: Grout Township) یک منطقهٔ مسکونی در ایالات متحده آمریکا است که در شهرستان گلدوین، میشیگان واقع شده‌است.
 ناحیه گروت ۹۰٫۳ کیلومتر مربع مساحت و ۱٬۸۶۹ نفر جمعیت دارد و ۲۴۳ متر بالاتر از سطح دریا واقع شده‌است.